# تقویت‌کننده دوتیون

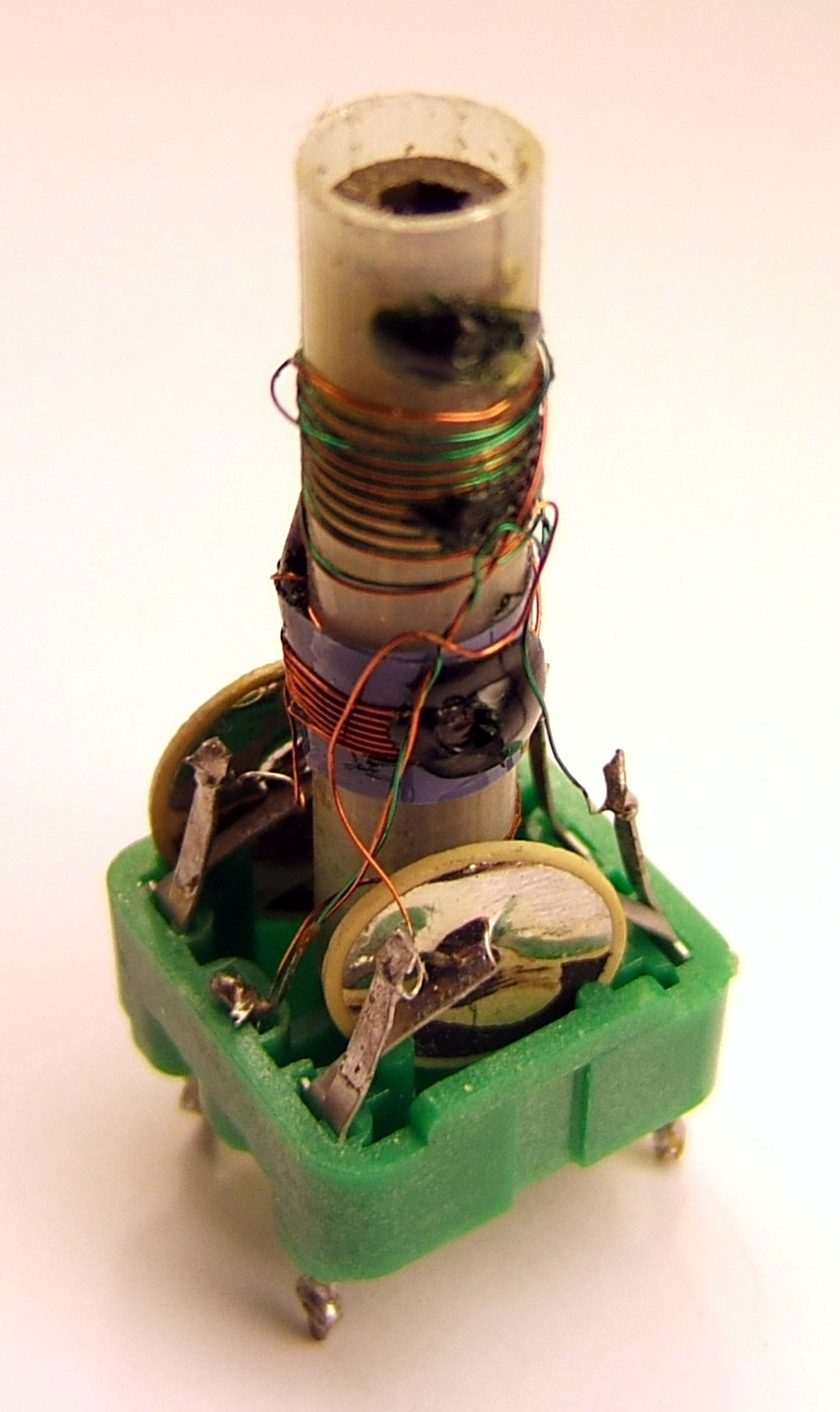
یک ترانسفورماتور دوتیون از یک تقویت‌کننده فرکانس میانی گیرنده رادیویی با دیواره آن می‌تواند حذف کرد.

تقویت‌کننده دوتیون (به انگلیسی: double-tuned amplifier) یا تقویت‌کننده تیون‌دوگانه تقویت‌کننده تیون‌شده با تَزویج ترانسفورماتوری بین طبقات تقویت‌کننده است که در آن اندوکتانس‌های سیم‌پیچ اولیه و ثانویه به‌طور جداگانه با یک خازن در دوسر هریک تیون می‌شوند. این طرح منجر به پهنای‌باند پهن‌تر و دامنه‌های شیب‌دارتر از یک مدار تیون‌شده منفرد می‌شود.
یک مقدار بحرانی ضریب تزویج ترانسفورماتور وجود دارد که در آن پاسخ فرکانسی تقویت‌کننده در باندگذر حداکثر تختی است و بهره در فرکانس تشدید بیشینه است. طرح‌ها اغلب از یک تزویج بزرگ‌تر از این (فراتزویج (به انگلیسی: overcoupled)) استفاده می‌کنند تا به پهنای‌باند پهن‌تری دست یابند که به قیمت از تلف کوچکی از بهره در مرکز باندگذر می‌شود.
چند طبقه آبشاری تقویت‌کننده‌های دوتیون منجر به کاهش پهنای‌باند تقویت‌کننده کلی می‌شود. دو طبقه تقویت‌کننده دوتیون دارای ۸۰ درصد پهنای‌باند یک طبقه تکی است. یک جایگزین برای تیون‌سازی دوگانه که از این تلف پهنای‌باند جلوگیری می‌کند، تیون‌سازی پایین‌بالا است. تقویت‌کننده‌های تیون‌شده-پایین‌بالا را می‌توان به پهنای‌باند تعیین‌شده‌ای طراحی کرد که از پهنای‌باند هر طبقه تکی بیشتر است. با این حال، تیون‌سازی پلکانی (پایین‌بالا) به طبقات بیشتری نیاز دارد و بهره کمتری نسبت به تیون‌سازی دوگانه دارد.

## مدار نوعی

یک تقویت‌کننده نوعی دو طبقه با تیون‌دوگانه

مدار نشان داده شده از دو طبقه تقویت‌کننده در مداربندی امیتر مشترک تشکیل شده است. مقاومت‌های بایاس همگی عملکردهای معمول خود را انجام می‌دهند. ورودی طبقه اول به روش مرسوم با یک خازن سری تزویج می‌شود تا از اثرگذاری بایاس جلوگیری شود. با این حال، بار کلکتور شامل یک ترانسفورماتور است که به عنوان تزویج‌ساز بین‌طبقه‌ای به‌جای خازن عمل می‌کند. سیم‌پیچ‌های ترانسفورماتور دارای اندوکتانس هستند. خازن‌هایی که در دوسر سیم‌پیچ‌های ترانسفورماتور قرار می‌گیرند، مدارهای تشدیدکننده‌ای را تشکیل می‌دهند که تیون‌سازی تقویت‌کننده را فراهم می‌کنند.
جزئیات دیگری که در این نوع تقویت‌کننده قابل‌مشاهده است، وجود انشعاب‌هایی بر روی سیم‌پیچ ترانسفورماتور است. اینها برای اتصالات ورودی و خروجی ترانسفورماتور به جای سر بالای سیم‌پیچ‌ها استفاده می‌شوند. این برای اهداف تطبیق امپدانس انجام می‌شود. تقویت‌کننده‌های ترانزیستور پیوندی دوقطبی (نوعی که در مدار نشان داده شده است) دارای امپدانس خروجی بسیار بالا و امپدانس ورودی بسیار کم هستند. با استفاده از ماسفت‌هایی که امپدانس ورودی بسیار بالایی دارند، می‌توان از این مشکل جلوگیری کرد.
خازن‌های متصل بین پایین سیم‌پیچ‌های ثانویه ترانسفورماتور و زمین بخشی از تیون‌سازی را تشکیل نمی‌دهند. در عوض، هدف آنها واتزویج مقاومت‌های بایاس ترانزیستور از مدار AC است.

## خواص
تیون‌سازی دوگانه، در مقایسه با تیون‌سازی تکی، بر پهن‌سازی پهنای‌باند تقویت‌کننده و شیب‌دار شدن دامنه پاسخ دارد. تیون‌سازی هر دو طرف ترانسفورماتور یک زوج تشدیدگرهای تزویج‌شده را تشکیل می‌دهد که منبع افزایش پهنای‌باند است. بهره تقویت‌کننده تابعی از ضریب تزویج، k است که به ترتیب به اندوکتانس متقابل M و اندوکتانس سیم‌پیچ اولیه و ثانویه، Lp و Ls مربوط می‌شود.
{\displaystyle M=k{\sqrt {L_{\mathrm {p} }L_{\mathrm {s} }}}}
یک مقدار بحرانی تزویج وجود دارد که در آن بهره تقویت‌کننده در تشدید، حداکثر است. زیر این مقدار بحرانی، یک قله تکی در پاسخ فرکانسی وجود دارد که دامنه در تشدید به اوج می‌رسد و با کاهش k این قله کاهش می‌یابد. گفته می‌شود که چنین پاسخی زیرتَزویج‌شده (به انگلیسی: undercoupled) است، در مقادیر بالای تزویج بحرانی k، پاسخ شروع به تقسیم شدن به دو قله می‌کند. این قله‌ها با افزایش k باریک‌تر و از هم دورتر می‌شوند و شکاف بین آنها (مرکز فرکانس تشدید) به تدریج عمیق‌تر می‌شود. گفته می‌شود که چنین پاسخی فراتَزویج‌شده (به انگلیسی: overcoupled) است.
یک تقویت‌کننده تزویج‌شده بحرانی دارای پاسخی است که تاحدممکن تخت است. این پاسخ را می‌توان بدون ترانسفورماتور با دو طبقه تقویت‌کننده تیون‌شده پلکانی نیز به دست آورد. برخلاف تیون‌سازی پلکانی، تیون‌سازی دوگانه معمولاً هردو تشدیدگر را روی یک فرکانس تشدید تیون می‌کند. با این حال، یک طراح ممکن است به‌منظور دستیابی به پهنای‌باند پهن‌تر با هزینه یک افت کوچک (معمولاً 3 dB برای به‌حداکثر رساندن پهنای‌باند 3 dB) در مرکز پاسخ فرکانسی، یک تقویت‌کننده فراتزویج‌شده طراحی کند.
مانند تیون‌سازی همزمان، افزودن طبقات بیشتر تقویت‌کننده‌های دوتیون اثر کاهش پهنای‌باند دارد. پهنای‌باند 3 dB از n طبقه یکسان، به عنوان کسری از پهنای‌باند یک طبقه، تقریباً داده می‌شود با:
{\displaystyle {\sqrt[{4}]{2^{1/n}-1}}}
این عبارت فقط برای پهنای‌باند کسری کوچک کاربرد دارد.

## تحلیل
مدار را می‌توان با جایگزین کردن تقویت‌کننده‌ها با یک تقویت‌کننده هدایت‌انتقالی تعمیم یافته به روشی عمومی تر نشان داد.

نمایش عمومی یک طبقه از تقویت‌کننده دوتیون و بخشی از طبقه بعدی

که اینجا (با حذف پسوند شماره طبقه)،
gm هدایت‌انتقالی تقویت‌کننده‌ها است
Go رسانایی خروجی تقویت‌کننده‌ها است
Gi رسانایی ورودی تقویت‌کننده‌ها است.
به‌طور معمول، یک طرح فرکانس‌های تشدید و Qs در دو طرف اولیه و ثانویه را یکسان می‌کند، به طوری که
{\displaystyle \omega _{0}=\omega _{0\mathrm {p} }={1 \over {\sqrt {L_{\mathrm {p} }C_{\mathrm {p} }}}}=\omega _{0\mathrm {s} }={1 \over {\sqrt {L_{\mathrm {s} }C_{\mathrm {s} }}}}}
و
{\displaystyle Q=Q_{\mathrm {p} }={1 \over L_{\mathrm {p} }G_{\mathrm {o} }}=Q_{\mathrm {s} }={1 \over L_{\mathrm {s} }G_{\mathrm {i} }}}
که در آن ω0 فرکانس تشدید بیان شده در واحد فرکانس زاویه ای است و اَندیس‌های p و s به‌ترتیب به اجزای سمت اولیه و ثانویه ترانسفورماتور اشاره دارند.

### طبقه بهره

پاسخ فرکانسی تقویت‌کننده دوتیون برای مقادیر مختلف تزویج‌سازی

با مفروضات فوق، بهره ولتاژ A یک طبقه تقویت‌کننده را می‌توان به صورت بیان کرد.
{\displaystyle A=A_{0}\ {\frac {2kQ}{\ 4Q\delta -i\left[\ 1+k^{2}Q^{2}-4Q^{2}\delta ^{2}\ \right]\ }}\ ,}
که در اینجا
{\displaystyle \ i\ } یکه موهومی است {\displaystyle \left(\ i^{2}\equiv -1\ \right),}
و
{\displaystyle \ A_{0}\equiv {\frac {g_{\mathrm {m} }}{2{\sqrt {G_{\mathrm {o} }G_{\mathrm {i} }\ }}}}\ }
{\displaystyle A_{0}} حداکثر بهره است که طبقه احتمالاً می‌تواند ارائه دهد، و
{\displaystyle \ \delta \equiv {\frac {\ \omega -\omega _{0}\ }{\omega _{0}}}\ }
فرکانس است که به صورت انحراف فرکانس کسری از فرکانس تشدید بیان می‌شود.

### قله فرکانس
با تزویج‌سازی کمتر از بحرانی، یک قله در پاسخ وجود دارد که در تشدید رخ می‌دهد. در بالای تزویج‌سازی بحرانی، دو قله در فرکانس‌های وجود دارد که داده می‌شود با:
{\displaystyle \delta _{\mathrm {H} },\delta _{\mathrm {L} }=\pm {1 \over 2Q}{\sqrt {k^{2}Q^{2}-1}}}
که در آن δL و δH به‌ترتیب فرکانس‌های پایین و بالای قله‌ها هستند که به صورت انحراف کسری بیان می‌شوند.
با تزویج بحرانی یا بالاتر، قله‌ها به حداکثر بهره موجود از تقویت‌کننده می‌رسند.

### تزویج بحرانی
تزویج بحرانی زمانی اتفاق می‌افتد که دو قله فقط برهم منطبق باشند؛ یعنی زمانی
{\displaystyle k^{2}Q^{2}-1=0}
یا
{\displaystyle k={1 \over Q}}

## کتابشناسی
- Bakshi, Uday A. ; Godse, Atul P. , Electronic Circuit Analysis, Technical Publications, 2009 شابک ‎۸۱۸۴۳۱۰۴۷۱.
- Bhargava, N. N. ; Gupta, S. C. ; Kulshreshtha D. C. , Basic Electronics and Linear Circuits, Tata McGraw-Hill, 1984 شابک ‎۰۰۷۴۵۱۹۶۵۴.
- Chattopadhyay, D. , Electronics: Fundamentals and Applications, New Age International, 2006 شابک ‎۸۱۲۲۴۱۷۸۰۹.
- Gulati, R. R. , Monochrome and Colour Television, New Age International, 2007 شابک ‎۸۱۲۲۴۱۶۰۷۱.